# Michelský dvůr
Michelský dvůr (též Michelský statek, Universitní dvůr, michelský pivovar, či domov Sue Ryder) je někdejší zemědělský dvůr a pivovar. Adresa objektu je Michelská 1/7, Praha 4 - Michle. Dvůr byl v roce 1958 zapsán do státního rejstříku kulturních památek.

## Historie

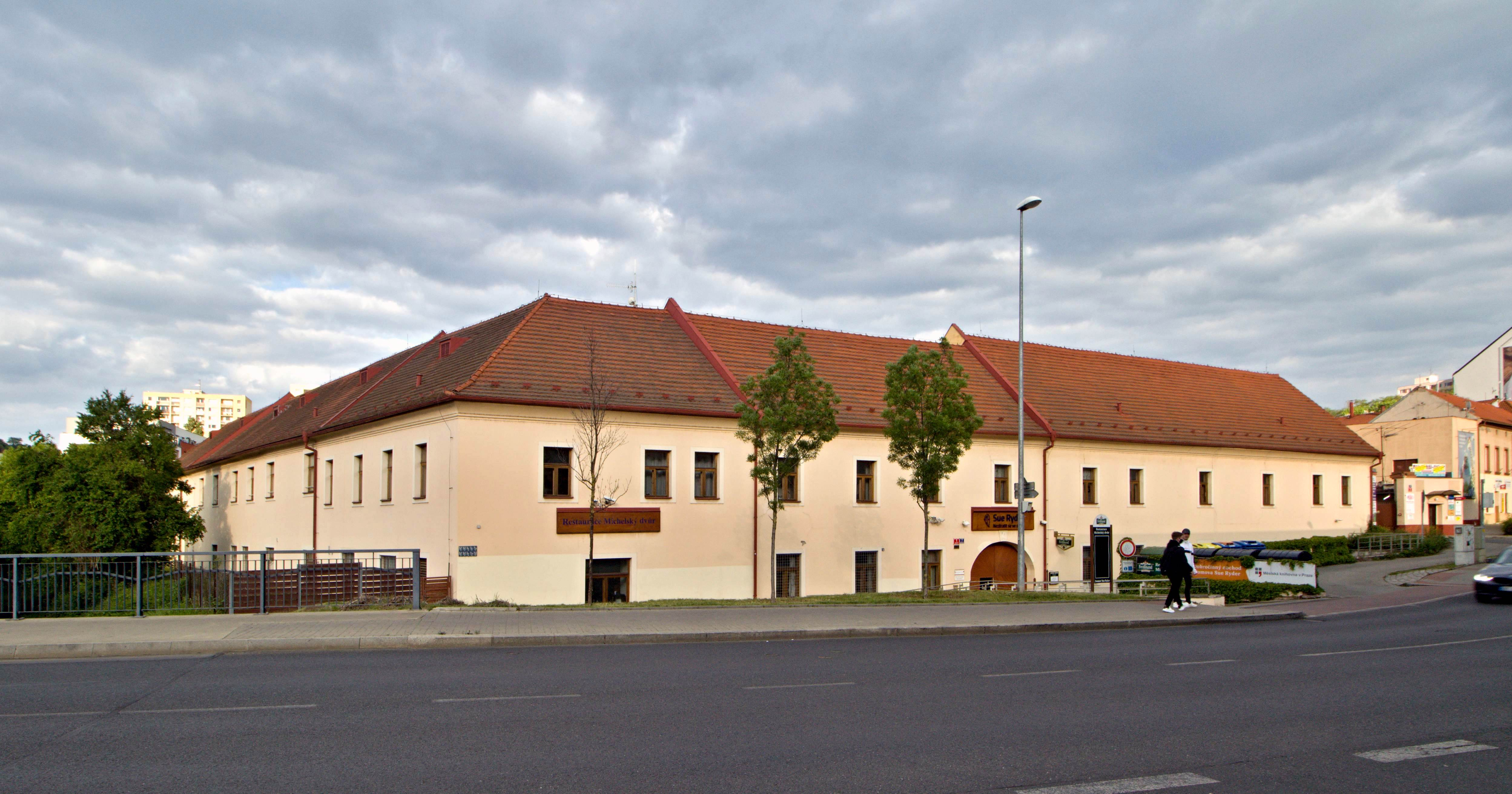
Michelský statek

Středověký hospodářský dvůr, poprvé zmíněný roku 1222 jako majetek Vyšehradské kapituly, byl roku 1348 v majetku kláštera Břevnov a roku 1436 jej císař Zikmund Lucemburský daroval Janu Rečkovi z Ledec. Ten neměl potomky a dvůr věnoval jako nadační Karlově univerzitě. Současná stavba vznikla v barokní době a byla rozsáhle přestavěna v klasicistním slohu koncem 19. století. Současným vlastníkem je městská část a v nájmu je Domov Sue Ryder, který poskytuje služby seniorům a jejich blízkým. Nabízí poradenství, osobní asistenci a domov pro seniory.
V objektu se dále nachází 
- kaple sv. Anny,  pro niž sochu sv. Anny vytvořil ak. soch. Karel Stádník
- restaurace pro klienty a (nejen jejich) hosty, vydává také obědy s sebou, pořádá hostiny na objednávku
- dobročinný obchod, má síť sedmi poboček v Praze 1, 2, 4, 7 a 10
- sídlila zde pobočka Městské knihovny v Praze.

V roce 2001 byl Domov Sue Ryder oceněn ve specializované soutěži Architektura lidskosti.